# Stainless Steel Warriors Emilia
Gli Stainless Steel Warriors Emilia sono stati una squadra di football americano italiana.
Il progetto nasce nel 2022 da una collaborazione tra gli Warriors Bologna e i Vipers Modena, che decidono di presentare una squadra congiunta per la  Italian Football League 2023. I colori sociali erano il blu e il bianco, e lo stemma combinava la "W" degli Warriors con la "V" dei Vipers.
Dopo la deludente stagione 2023, chiusa con un record di 2-6, il progetto viene abbandonato e i due team riacquistato la rispettiva ragione sociale.